# 三重県道766号城ノ浜山居線
三重県道766号城ノ浜山居線（みえけんどう766ごう じょうのはま さんきょ せん）は、三重県北牟婁郡紀北町内を通る一般県道である。2021年（令和3年）3月までは三重県道766号多田ケ瀬山居線（みえけんどう766ごう ただがせ さんきょ せん）であった。

## 概要

### 路線データ
- 起点：三重県北牟婁郡紀北町東長島字城ノ濱3043番10地先[1]
- 終点：三重県北牟婁郡紀北町長島字山居801番3地先[1]（国道42号・三重県道516号長島港線交点）
- 延長：6,246.6m[1]
- 幅員：6.1 - 58.6m[1]

### 多田ケ瀬山居線時代の路線データ
- 起点：三重県北牟婁郡紀北町東長島字多田ヶ瀬3109番1[4][5]（「熊野灘レクリエーション都市孫太郎」付近）
- 終点：三重県北牟婁郡紀北町長島字山居801番3地先[4][5]（国道42号・三重県道516号長島港線交点）

## 沿革
- 1973年（昭和48年）5月4日 - 「一般県道766号多田ヶ瀬名倉線」として認定[6]
  - 起点：三重県北牟婁郡紀伊長島町大字東長島字多田ヶ瀬
  - 終点：三重県北牟婁郡紀伊長島町大字東長島字名倉
- 1974年（昭和49年）4月2日 - 道路区域の決定[7]

三重県北牟婁郡紀伊長島町大字東長島字多田ヶ瀬3109番1 から
三重県北牟婁郡紀伊長島町大字東長島字中崎2328番地 まで（延長 4,564.00m）
- 1984年（昭和59年）10月5日 - 道路の供用開始[8]

三重県北牟婁郡紀伊長島町大字東長島字多田ヶ瀬3109-1番地先 から
三重県北牟婁郡紀伊長島町大字東長島字丸山3013-2番地先 まで
- 1993年（平成5年）4月1日
  - 一般国道260号長島バイパスの開通に伴う名倉～山居の旧道の降格に伴い、「一般県道766号多田ヶ瀬名倉線」を廃止[9]
  - 「一般県道766号多田ヶ瀬山居線」として認定[10]（路線を延長、終点を変更）
    - 起点：三重県北牟婁郡紀伊長島町東長島字多田ヶ瀬
    - 終点：三重県北牟婁郡紀伊長島町長島字山居

  - 道路区域の決定、道路の供用開始[11]

三重県北牟婁郡紀伊長島町東長島字多田ヶ瀬3109番地の1地先 から
三重県北牟婁郡紀伊長島町長島字山居801番地の3地先 まで（延長 7,122.80m）
- 2007年（平成19年）4月1日 - 自治体合併に伴う変更[12]
  - 起点：三重県北牟婁郡紀北町紀伊長島区東長島字多田ヶ瀬
  - 終点：三重県北牟婁郡紀北町紀伊長島区長島字山居
- 2016年（平成28年）4月1日 - 地域自治区の廃止に伴う変更[13]
  - 起点：三重県北牟婁郡紀北町東長島字多田ヶ瀬
  - 終点：三重県北牟婁郡紀北町長島字山居
- 2021年（令和3年）3月31日
  - 「一般県道766号多田ケ瀬山居線」を廃止[3]
  - 「一般県道766号城ノ浜山居線」として認定[2]
    - 起点：三重県北牟婁郡紀北町東長島字城ノ浜
    - 終点：三重県北牟婁郡紀北町長島字山居

  - 道路区域の決定[1]、道路の供用開始[14]

三重県北牟婁郡紀北町東長島字城ノ濱3043番10地先 から
三重県北牟婁郡紀北町長島字山居801番地の3地先 まで（延長 6,246.6m）

## 地理

### 通過する自治体
- 三重県北牟婁郡紀北町

### 接続する道路
- 紀北町道（起点：紀北町東長島字城ノ濱、「熊野灘レクリエーション都市孫太郎」付近）
- 国道260号（紀北町東長島で重複）
- 三重県道516号長島港線（紀北町長島 - 長島トンネル北交差点（終点）で重複）
- 国道42号（熊野街道）（終点：長島トンネル北交差点）

### 周辺
- JR紀勢本線 紀伊長島駅
- 長島回生病院
- 紀北町立東小学校
- 熊野灘レクリエーション都市公園
- 城ノ浜海水浴場

## その他
- 「三重県管理道路一覧」及び「三重県告示」では、終点の住所表記が「紀北町東長島字山居」となっている[4][5]が、正しくは「紀北町長島字山居」である。2021年の路線認定でも、「東長島字山居」の表記は修正されなかった[2]。